# West Affric

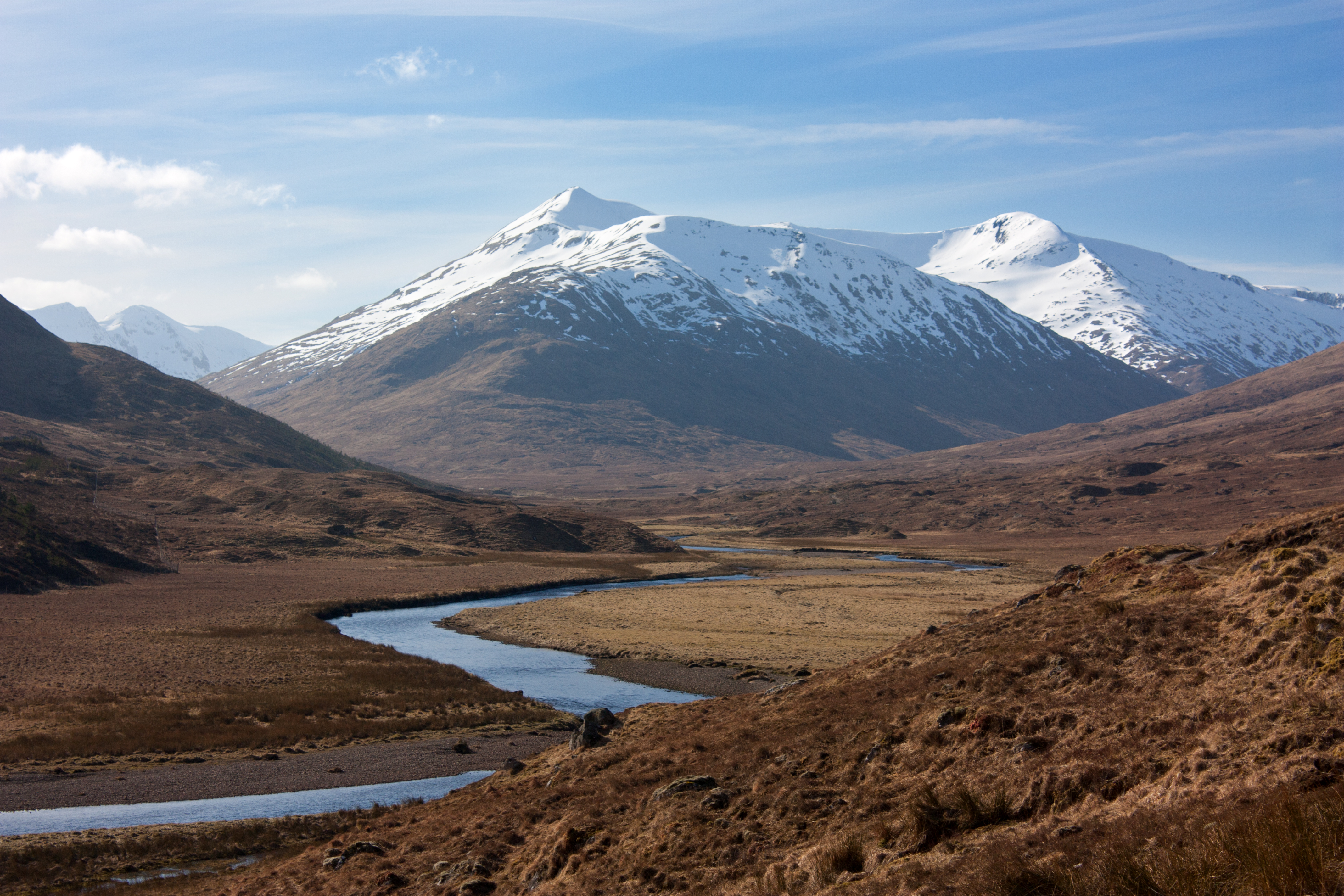
Beinn Fhada am Glen Affric auf dem Gelände des West Affric Estate

West Affric ist ein Naturschutzgebiet in der Council Area Highland. Es liegt etwa 60 km südwestlich von Inverness am Loch Affric. Seit 1993 gehört das Gebiet dem National Trust for Scotland (NTS).

## Beschreibung
West Affric ist ein Naturschutzgebiet im Hochland von Schottland. Im Osten grenzen zwei weitere vom NTS verwaltete Gebiete daran (Kintail und Glomach) im Westen geht es in die Glen Affric National Scenic Area über. Seit 1993 gehört es dem National Trust for Scotland. West Affric liegt im Glen Affric am Loch Affric und ist eine für diese Gegend typische Landschaftsformation aus Hochlandmooren und Krüppelwald aus Birken, Vogelbeeren und Nadelhölzern. Die ältesten Bäume sind bis zu 4000 Jahre alte Kiefern, die im Moor wachsen, sie gehören zu den ältesten Bäumen Großbritanniens. Das Gebiet ist durch ein Netz von Wanderwegen erschlossen, auch Mountainbiker können auf ausgewiesenen Trails das Gebiet befahren. Die frühere Fernstraße von Skye nach Dingwall läuft als Teil eines Fernwanderwegs durch das Areal. Über diese Wege kann man auch die abgelegenste Jugendherberge Großbritanniens erreichen, Alltbeithe, die gerne als Ausgangspunkt zur Besteigung des Bergs Sgùrr nan Ceathreamhnan oder anderer Berge dieser Region genutzt wird. Der NTS führt Programme durch, das Gebiet wieder zu bewalden, Birken und Vogelbeere haben sich bereits als Natursaat angesiedelt. Auch die ursprüngliche Fauna soll wieder etabliert werden, Birkhuhn, Steinadler, Schneehase und Alpenschneehuhn haben sich bereits wieder eingefunden.

Pflanzen in West Affric
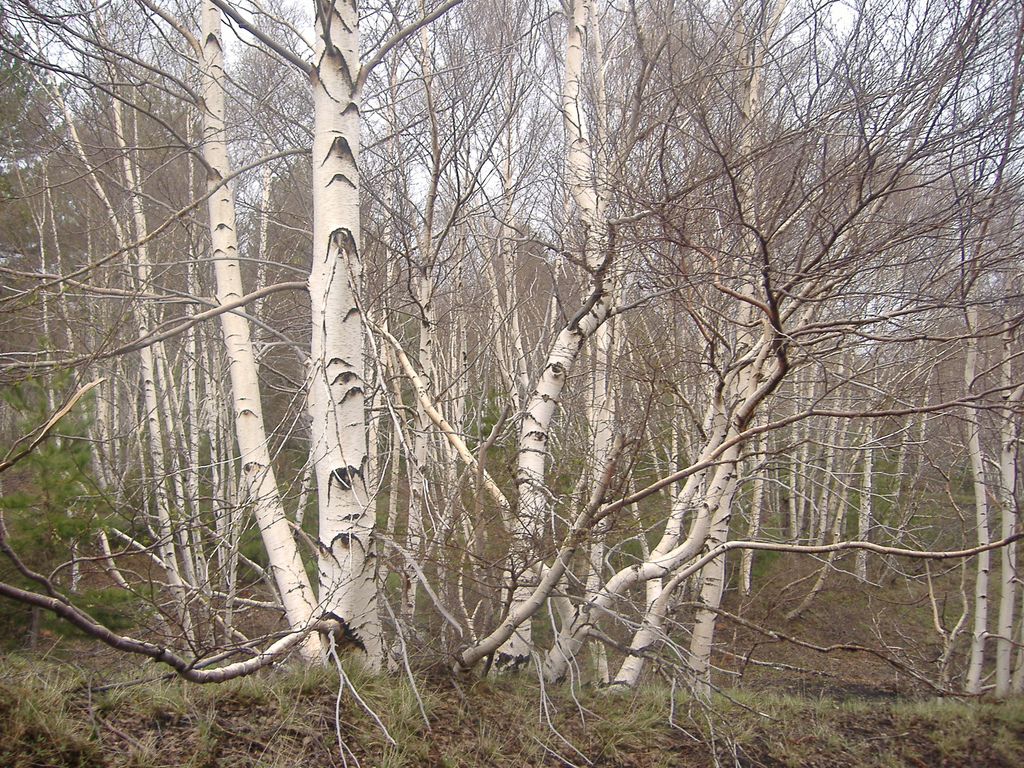
Birken (Birch)
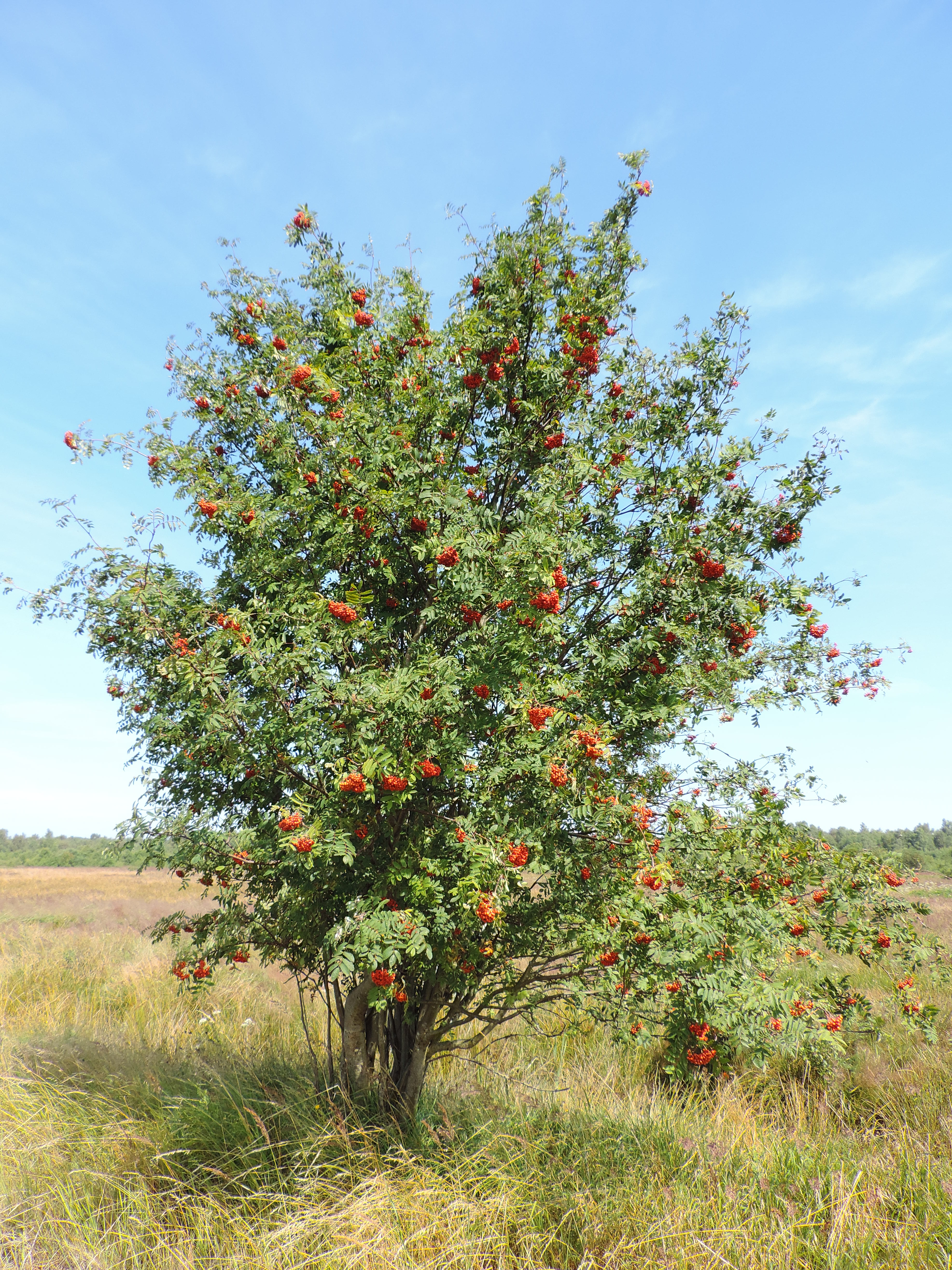
Vogelbeere (Rowan)
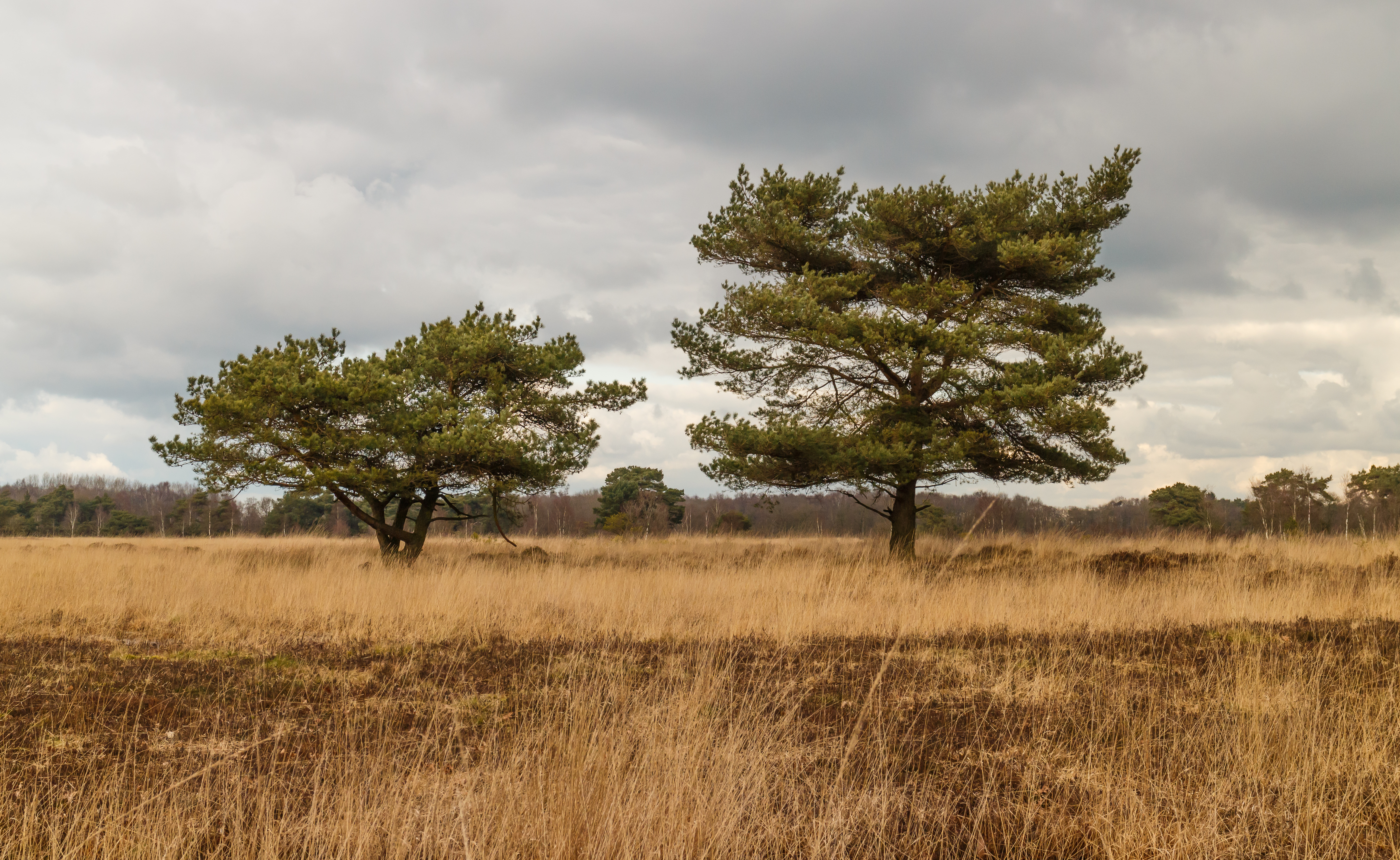
Waldkiefer (Scots pine)

Tiere in West Affric
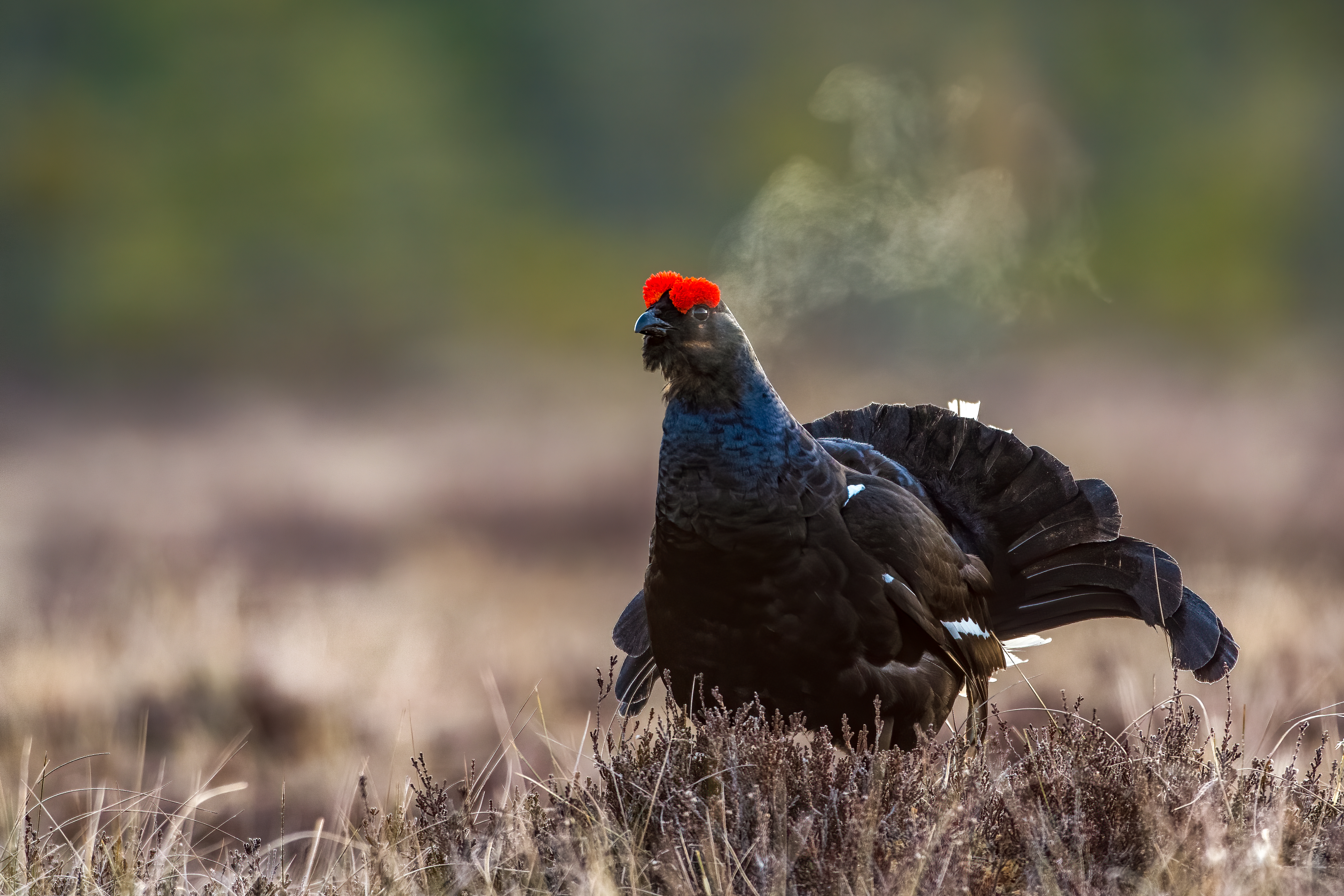
Birkhuhn (Black grouse)
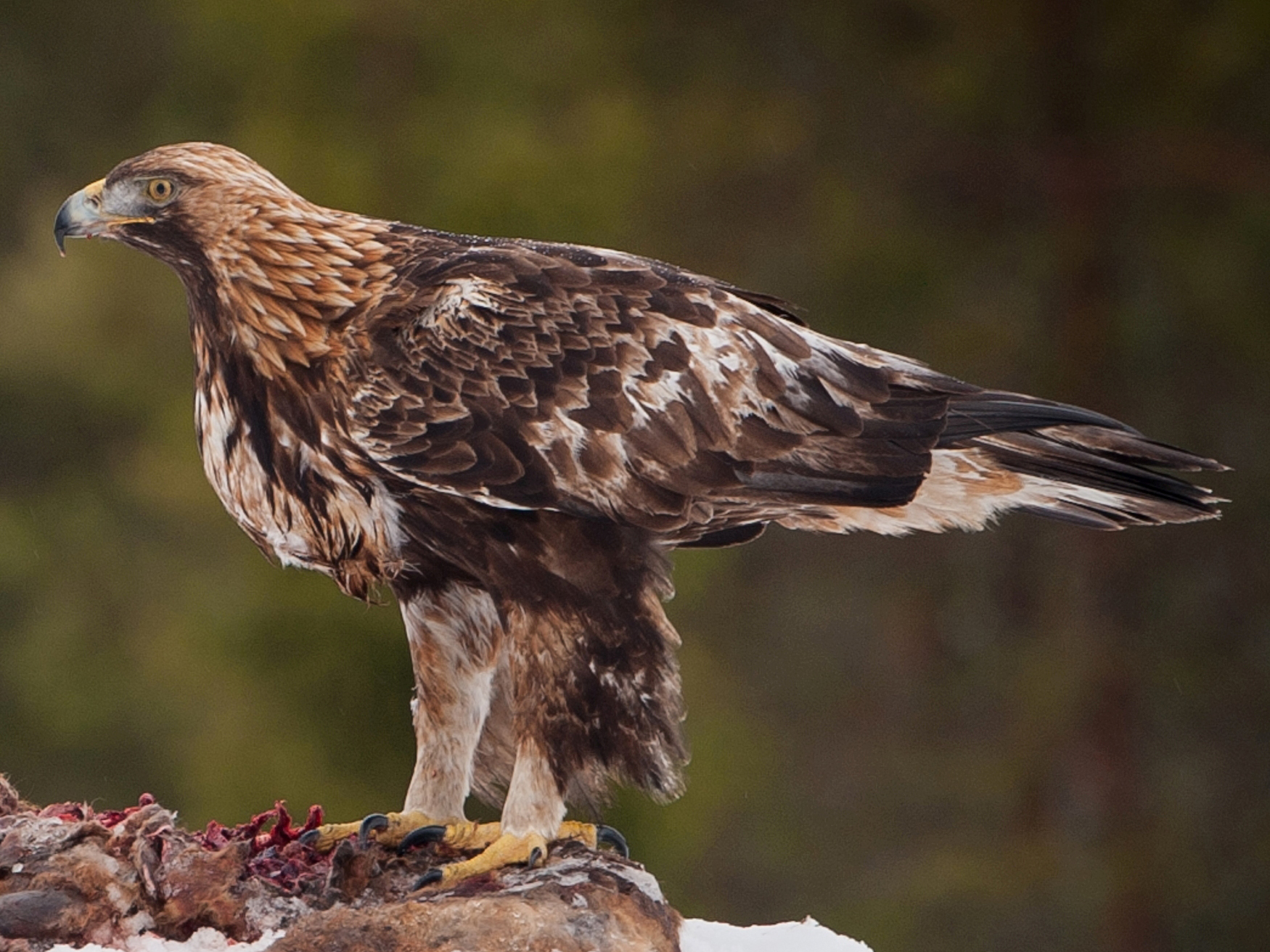
Steinadler (Golden eagle)
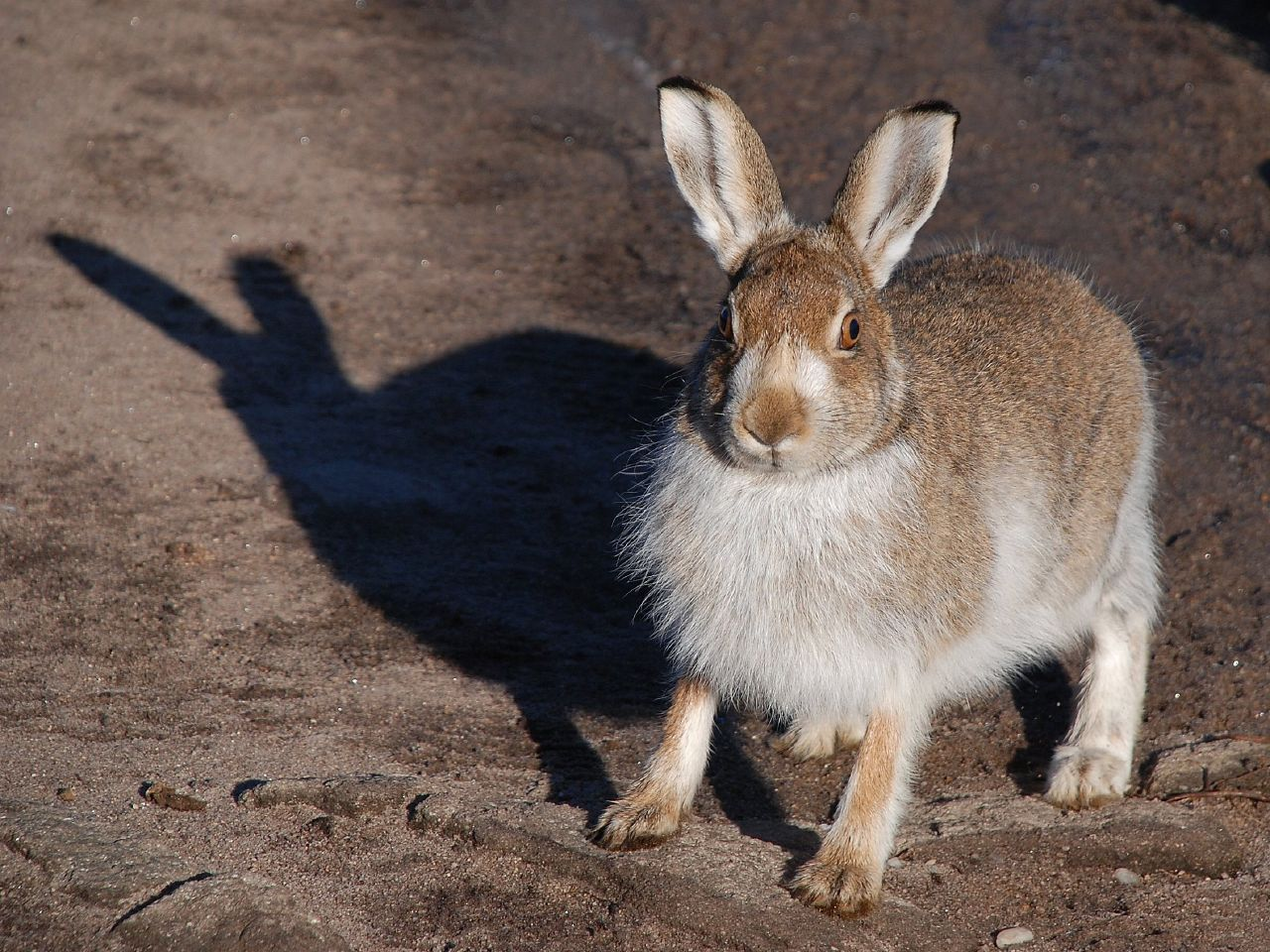
Schneehase (Mountain hare)
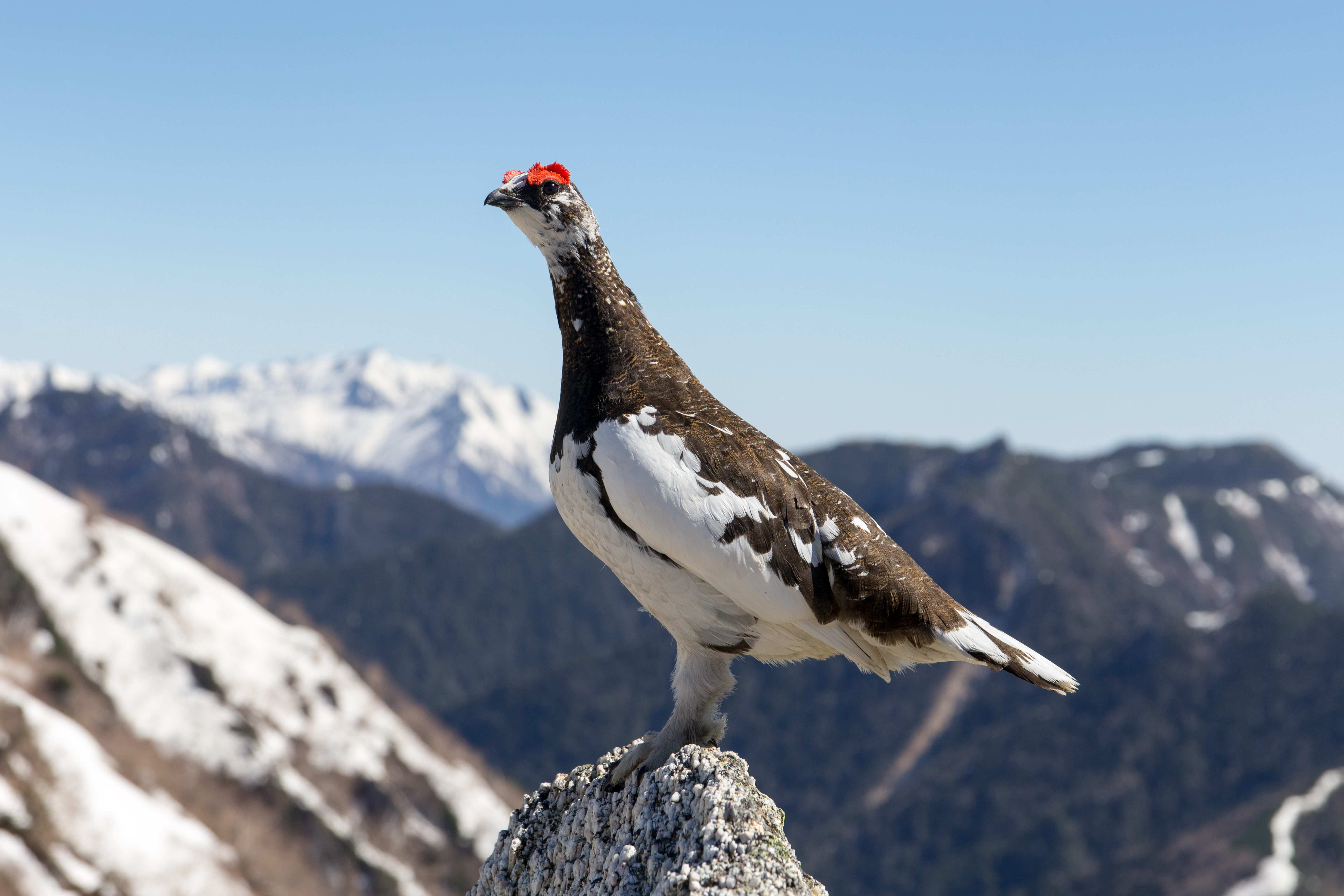
Alpenschneehuhn (Rock ptarmigan)

## Geschichte
Menschliche Besiedlung lässt sich bis in die Bronzezeit zurückverfolgen. Der Highland Historic Environment Record führt für West Affric 130 untersuchte Objekte auf, auf die in drei detaillierten Berichten zugegriffen werden kann. Seitdem wurde dieses Gebiet durchgehend von Menschen genutzt, was durch hoch aufgelöste Pollenanalysen des Bodens nachgewiesen werden konnte. 1993 wurde das Gebiet vom National Trust for Scotland gekauft, der seitdem das Areal in einen ursprünglichen Zustand versetzt.